# Pitos

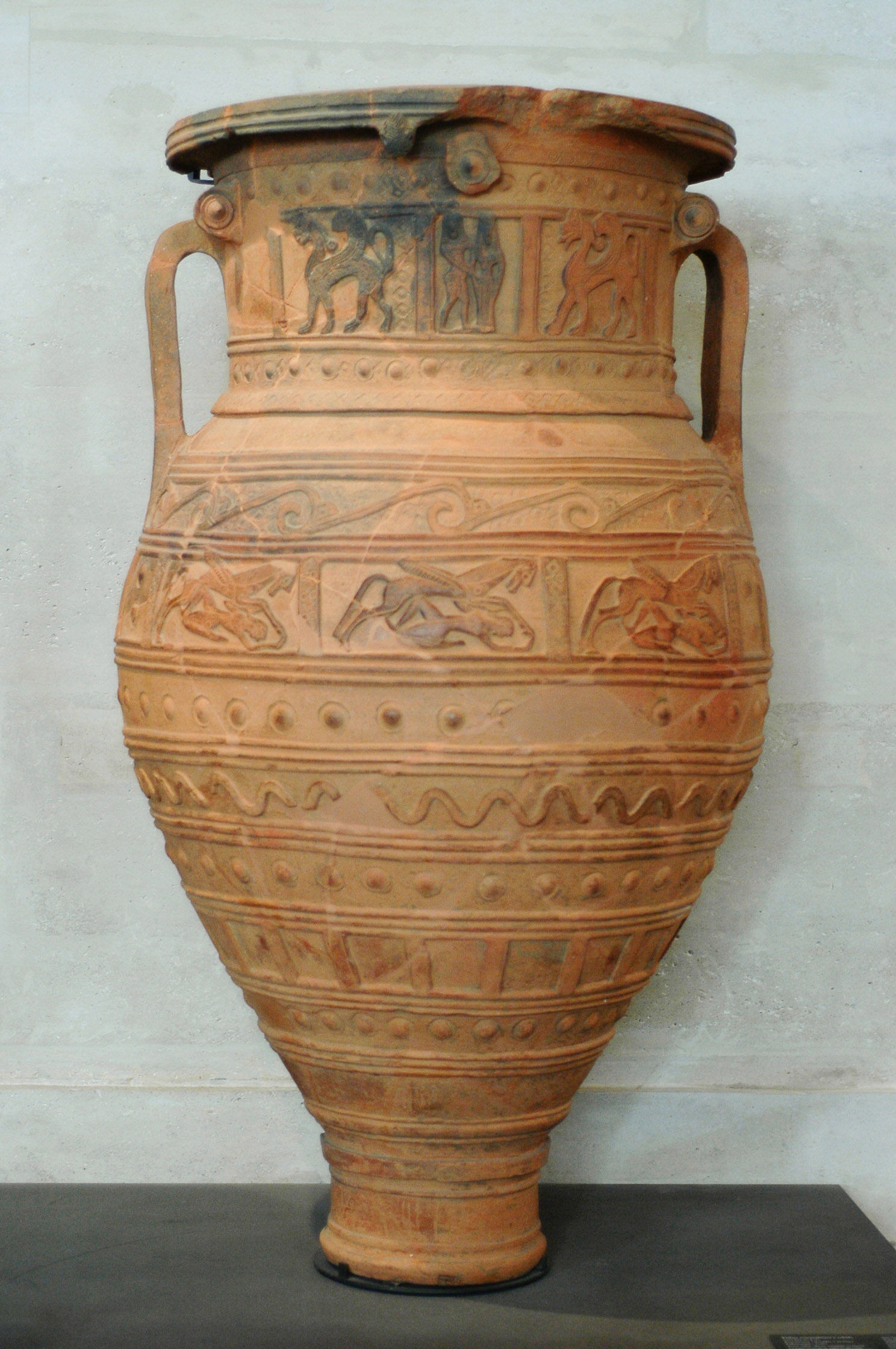
Grecki pitos z Krety

Pitos (gr. πίθος píthos ‘wielkie naczynie gliniane’, ‘kadź’ l. mn. πίθοι pithoi) – w starożytności wyrób garncarski o kształcie zbliżonym do beczki lub jajowatym, o wysokości dochodzącej niekiedy do 2 metrów.
Służył do przechowywania żywności (wody, oliwy, zbóż, orzechów, itp.). Umieszczany zwykle na posadzce najniższej kondygnacji budynku, często też w obsypanych ziemią zagłębieniach lub w skalnych pomieszczeniach. Srebrny pitos był stosownym podarunkiem ślubnym.
W Grecji użytkowane gospodarczo jeszcze nawet w XIX wieku.